# Unión Española

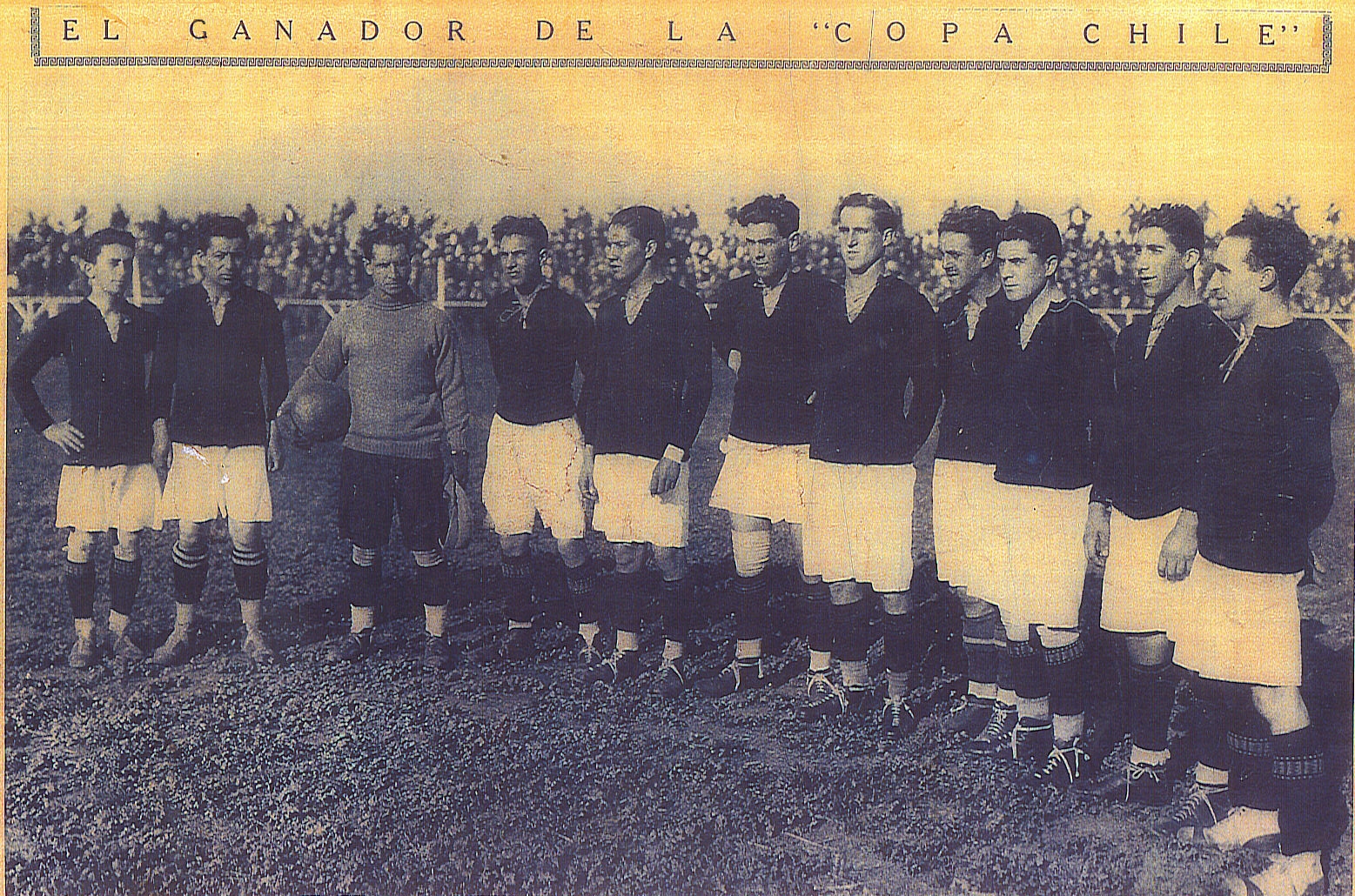
Mannschaft 1925

Unión Española S.A.D.P. ist eine chilenische Fußballmannschaft aus Independencia, Santiago de Chile.

## Geschichte
Die Mannschaft wurde 1897 von spanischen Einwanderern gegründet und spielte, bis auf 1998 und 1999, immer in der obersten Fußballliga des Landes. Bislang konnte Unión Española sechsmal die Meisterschaft in der Primera División für sich entscheiden sowie zweimal Pokalsieger werden. Den größten internationalen Erfolg erreichte die Mannschaft mit dem Finaleinzug 1975 in der Copa Libertadores.
Im Juli 2008 kaufte der spanische Unternehmer und Besitzer der privaten IE University in Segovia, Jorge Segovia, den Klub. Für umgerechnet eine Million US-Dollar erhielt er alle Rechte an dem Klub.

## Stadion
Seit 1922 werden alle Heimspiele im Estadio Santa Laura ausgetragen. 2008 wurde die Spielstätte aufwendig renoviert und in Estadio Santa Laura–Universidad SEK umbenannt.

## Rivalitäten
CD Palestino und Audax Italiano sind die langjährigen Rivalen von Unión Española. Die Begegnungen zwischen diesen drei Mannschaften werden auch als Kolonial-Derby bezeichnet, da alle drei von Einwanderern gegründet wurden. Española ist nach den Santiago Wanderers der zweitälteste Klub in der Primera División.

## Trainer
- Luis Santibáñez (1973–1977)
- Luis Álamos (1979)
- Humberto Cruz (1984)
- Nelson Acosta (1992, 1993–1996)
- Rogelio Delgado (1997)
- José Luis Sierra (2010–2015)
- Martín Palermo (2016–2018)

## Spieler
- Atilio Cremaschi (1941–1952)
- Carlos Rojas (1949–1953)
- Hugo Berly (1971–1975)
- Alberto Fouillioux (1972)
- Marcelo Vega (1991–1992, 2001–2002)
- Sebastián Miranda (1996–1998) Jugend, (1999–2006, 2007–2011, 2013–2014) Spieler,
- Nicolás Córdova (2001)
- Héctor Tapia (2006)
- Eduardo Rubio Kostner (2009–2010)
- Alexander Medina (2010)
- Giovanny Espinoza (2010–2011)
- Matías Abelairas (2013)
- Milován Mirošević (2014–2016)

## Erfolge

### Liga
- Primera División
  - Sieger (7): 1943, 1951, 1973, 1975, 1977, 2005-A, 2013-T

- Primera B
  - Sieger (1): 1999

### Pokal
- Copa Chile
  - Sieger (2): 1992, 1993
  - Finale (2): 1977, 1988

- Torneo de Invierno
  - Sieger (1): 1989

- Chilenischer Supercup
  - Sieger (1): 2013

### International
- Copa Libertadores
  - Finale (1): 1975